# Symphonie no 20 de Michael Haydn
Pour les articles homonymes, voir Symphonie no 20.
la Symphonie no 20 en ut majeur, Perger 12, Sherman 20, MH 252, est une symphonie de Michael Haydn, composée à Salzbourg le 2 mars 1777. C'est une des rares symphonies avec un mouvement lent dans une tonalité mineure.

## Analyse de l'œuvre
Elle comporte quatre mouvements :
1. Allegro molto, en ut majeur
2. Andante, en la mineur
3. Menuet et Trio, en fa majeur
4. Presto

Durée de l'interprétation : environ 21 minutes.

## Instrumentation
La symphonie est écrite pour 2 hautbois, 2 bassons, 2 cors et les cordes.